# Kapela sv. Martina pustinjaka
Kapela sv. Martina pustinjaka katolička je kapela smještena u zagrebačkom naselju Podsused. Poznata je i pod imenom Kapelica svetog Martina.
U zbirkama isprava Zagrebačke biskupije i Grada Zagreba, u dokumentima iz 1209. i 1287. godine spominje se izgrađena kapelica i lokacija u Podgrađu uz Savu. U pisanim  dokumentima iz 1677. godine kapela se opisuje kao zidana i cijela nadsvođena. Navodi se da se u njoj nalazi oltar sa slikom sv. Martina, te da je ispred ulaza drveni toranj s malim zvonom.
Kapela je kulturno dobro Republike Hrvatske, upisana u Registar kulturnih dobara pod brojem Z – 0718.

## Povijest i arhitektura
Arhitektura kapele stilski pripada razdoblju romanike. Godine 1899. tijekom veće obnove dobila je i historicističke karakteristike.
O ranoj povijesti kapele pisali su Ivan Kukuljević Sakcinski i Ivan Krstitelj Tkalčić. Zapisano je da su 1205. godine u Hrvatsku došli Cisterciti, koji su crkvu i samostan sagradili na otoku rijeke Save, u ravnini Stenjevačke župne crkve. Cisterciti su u posjed dobili prostor uz današnji potok Dolje te kapelicu sv. Martina, koju su pregradili u romaničkom stilu.
Prvi poznati izgled kapele sv. Martina pustinjaka prikazan je na Kaiserovoj litografiji iz 18. stoljeća. Godine 1898. župnik Ljudevit Ivančan opisao je kapelu i njen neposredni okoliš prema izvorima i predaji župljana. Izgled kapele prije obnove 1899. godine dokumentiran je i na starim fotografijama i razglednicama.
U zapisima Dragutina Hirca, s kraja 19. stoljeća, stoji da je pored kapele postojala poveća špilja, koja je nastajala eksploatacijom kamena u obližnjem kamenolomu. Župnik Ivačan uvidio je vrijednost kapele te se zauzeo za njenu obnovu. U tu svrhu je angažirao arhitekta Hectora pl. Eckhela koji je u Zagreb došao 1881. godine radi obnove zagebačka katedrale. Eckhel je kapelu obnovio u neogotičkom stilu, a cijeli projekt obnove prikazo je i dokumentirao akvarelom.
U 20. je stoljeću najviše izmijenjen prostor okoliša kapele. Prilaz kapele je pomaknut prema potoku i izravnata je padina brijega. Tijekom Drugog svjetskog rata pored kapele su bile sagrađene barake i ambulanta, koje su kasnije srušene. Teren je u narednom razdoblju još snižen radi gradnje igrališta tenis centra. Teniski teren se i danas nalazi pored kapele.
Kapela je znatnije preuređena početkom 20. stoljeća. Od 1994. godine započinje njena obnova pod vodstvom arhitekta Mladena Perušića, prema programu i konzervatorskim smjernicama Gradskog zavoda za zaštitu spomenika kulture i prirode. Nakon što je analiziran projekt obnove arhitekta Eckhela i izvedeno stanje 1900. krenulo se s uređenjem. Nadograđeni su i ciglom zidani kameni obodni i zabatni zidovi, postavljeno je novo krovište, ugrađen je kameni portal te je iznad ulaza na zapadnom pročelju postavljena rozeta. Na južnom zidu broda ugrađen je neogotički prozor s vitrajem koji prikazuje sv. Martina pustinjaka. Na kapeli su i nakon uređenja zadržani detalji romanike i gotike, romanički prozor na južnom zidu svetišta i prozorska niša na zapadnom. U kapeli je pronađeno i zvono koje je krajem 17. stoljeća postavljeno u tornjić. Vanjski radovi na kapeli su dovršeni 1999. godine, a oni u unutrašnjosti su trajali do 2008. godine. U potresima koji su pogodili Zagreb 2020. godine kapela nije pretrpjela teže oštećenja.
Trenutno stanje ukazuje na to da je kapeli potrebno renoviranje. U žbuci na pročeljima oko otvora i u unutrašnjosti (na slavoluku, svodu svetišta i sjevernom zidu) postoje pukotine. U unutrašnjosti ima i vlage jer je kapelica izgrađena na stijeni.

## Galerija
- Tabla pored kapele
- Kapela sv. Martina pustinjaka
- Ploča na pročelju kapele s povijesnim podacima
- Ploča na kapeli